# Kirchbrak
Kirchbrak est une municipalité allemande du land de Basse-Saxe et l'Arrondissement de Holzminden. En 2014, elle comptait 1 006 hab.

## Source
- (de) Cet article est partiellement ou en totalité issu de l’article de Wikipédia en allemand intitulé « Kirchbrak » (voir la liste des auteurs).